# Tai Seng
Tai Seng – stacja podziemna Mass Rapid Transit (MRT) na Circle Line w Singapurze. Znajduje się pod skrzyżowaniem Upper Paya Lebar Road i Tai Seng Link.